# 29804 Idansharon
A 29804 Idansharon (ideiglenes jelöléssel (29804) 1999 CH90) a Naprendszer kisbolygóövében található aszteroida. A LINEAR projekt keretében fedezték fel 1999. február 10-én.